# Naoki Tanaka
Naoki Tanaka (født 29. marts 1993) er en japansk fodboldspiller, som spiller for den japanske fodboldklub Azul Claro Numazu.